# Itumbiara
Itumbiara este un oraș în Goiás (GO), Brazilia.